# أحمد رحمة الله
أحمد رحمة الله لاعب كرة قدم قطري، ولد في (22 يوليو 1986) .
لعب سابقاً لأندية الأهلي وأم صلال والوكرة .

## روابط خارجية
- أحمد رحمة الله على موقع Soccerway.com (الإنجليزية)